# Neger (Olpe)
Neger ist ein in die Dörfer Unter-, Mittel- und Oberneger aufgeteilter Stadtteil der nordrhein-westfälischen Kreisstadt Olpe. Der Name leitet sich möglicherweise vom Dorfbach Neger ab, was im Dezember 2020 in anderem Zusammenhang rezipiert wurde.

## Geographische Lage
Neger liegt im Naturpark Ebbegebirge rund 5,5 km nordnordöstlich von Olpe und etwa 2 km östlich des Biggesees. Es befindet sich auf zirka 400 m ü. NHN zwischen den Bergen Host (502,8 m) im Norden, Feldberg (556,2 m) im Nordosten, Homert (536,7 m) im Osten, Eichenberg (478,7 m) im Süden und Roschottberg (427,3 m) im Westen. Die Neger, die ein Zufluss der Bieke im Einzugsgebiet der Bigge ist, durchfließt Ober- und Mittelneger, Unterneger wird lediglich von ihr südlich passiert.

## Ortsteile und Einwohner
Neger besteht aus drei Dörfern: Unterneger (266 Einwohner), Mittelneger (47 Einwohner) und Oberneger (40 Einwohner). Insgesamt hat Neger 353 Einwohner (Stand: 31. Dezember 2020).

## Geschichte

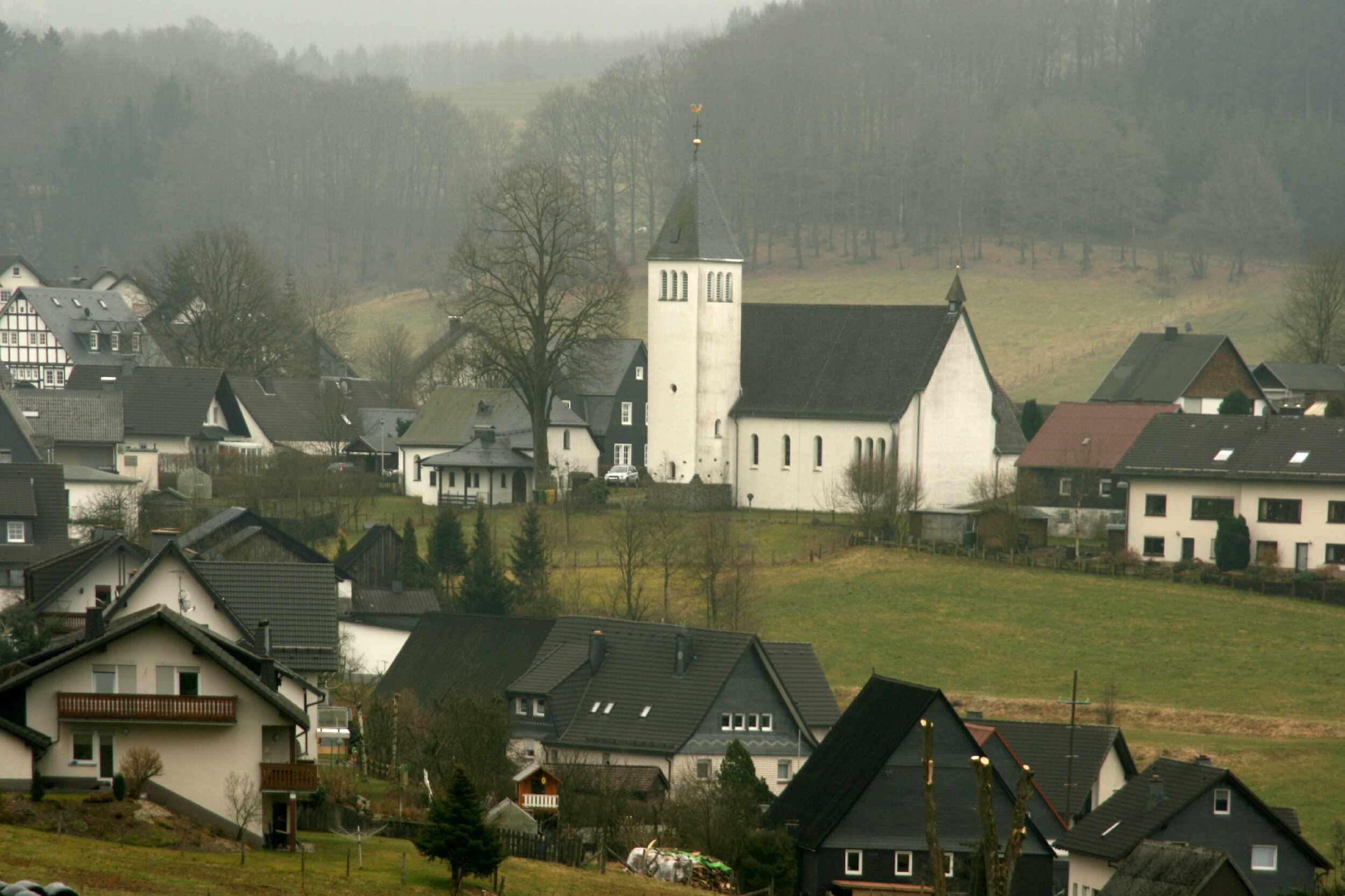
Unterneger mit Kirche und alter Kapelle (jetzt Jugendheim)

Die Ersterwähnung des Ortes datiert auf das Jahr 1468.
Die Unterscheidung in die Orte Unterneger und Oberneger stammt aus der Zeit, als das Amt Bilstein märkisch wurde. Im Jahre 1359 kaufte Graf Engelbert III. von der Mark die Herrschaft Bilstein vom Graf Johann von Sayn, auf der Edelherr Johann von Bilstein noch die Verwaltung innehatte, bisher jedoch kinderlos blieb. Als dieser 1363 starb, zog Graf Engelbert III. von der Mark das Amt Bilstein als erledigtes Mannlehen ein, obwohl der Verstorbene versucht hatte, seinen Vetter Balduin, Edelherr zu Steinford, in dieses einzuführen. Das Amt Bilstein blieb bis zum Ende der Soester Fehde in märkischem Besitz, fiel danach wieder an den Erzbischof von Köln zurück.
Graf Engelbert III. von der Mark bekam nicht das gesamte Amt Bilstein in seine Hände, da die Städte Olpe, Drolshagen und Attendorn sowie die Ritterschaft des Amtes Waldenburg und Elspe sich in einem Bündnis zusammenschlossen. Hierin versprachen sie sich gegenseitige Hilfe, da sie für ewige Zeiten beim Erzstift Köln verbleiben wollen und niemals märkisch werden wollten. Dieses Bündnis wurde in den Jahren 1462, 1480, und 1530 erneuert. Der Graf musste sich mit dem verbleibenden Teil des Amtes Bilstein begnügen. Die Grenzziehung erfolgte mitten durch die Negerdörfer, sodass Unterneger beim Amt Bilstein verblieb, Oberneger seitdem zu Olpe gehörte. Die Grenze verlief von der „blecken Griesemert“ kommend vor dem „neuen Walde“ entlang des „Elspat“ bis an den Wall, der heute noch als Reststück der Landwehr zu erkennen und als Bodendenkmal eingetragen ist. „Von hier weiter das Berendtseiffen herunter, durch die dasige Wiese, fort bis auf die Furt, demnächst quer durch des Holterhofs Wiese gerade den Zimmerberg herauf, fort diesen Berg gerade gerunter bis vor die Negerische Capelle.“
Noch im Jahre 1778, am 12. Juni, wurde bei einem Generalschnadezug um die Amts Bilsteinische Landesgrenze genau diese Grenze mit den Anrainern des Gogerichts Attendorn, Olpe und Rhode sowie den Ausschüssen der Kirchspiele Kohlhagen, Rahrbach und Benolpe, welche mit Gewehren, Hacken und Schaufeln bewaffnet waren, abgegangen und in einem Protokoll festgehalten. Der Schnadegang um das gesamte Amt Bilstein dauerte vom 8. bis zum 17. Juni 1778.